# Bùi Quang Bền
Bùi Quang Bền (sinh ngày 15 tháng 3 năm 1955), quê quán xã Thạnh Hưng, huyện Giồng Riềng, tỉnh Rạch Giá (nay là tỉnh Kiên Giang) là một tướng lĩnh Công an nhân dân Việt Nam, hàm Thượng tướng. Ông nguyên là Thứ trưởng Bộ Công an, Đại biểu Quốc hội, Ủy viên Ủy ban Kinh tế của Quốc hội (khóa XII); nguyên Ủy viên Ban Chấp hành Trung ương khóa XI, Bí thư Tỉnh ủy Kiên Giang.

## Tiểu sử
Bùi Quang Bền là một trong hai người con của ông Bùi Quang Trọng và bà Nguyễn Thị Quyên (bí danh Tư Tâm). Ông Trọng và bà Quyên đều tham gia hoạt động cách mạng. Ông Trọng tập kết ra bắc năm 1954, bà Quyên ở lại chiến đấu và hi sinh lúc hai con mới hơn 10 tuổi.
Tháng 4-1971 đến 2-1972: Bùi Quang Trọng là Chiến sĩ C112, C51 Ban An ninh Trung ương Cục Miền Nam.
Tháng 3-1972 đến 5-1975: Học viên Trường E1171 (Trường Đào tạo cán bộ an ninh miền Nam).
Tháng 5-1975 đến 10-1978: Nhân viên Văn phòng Ban An ninh nội chính Miền Nam, sau đó về làm cán bộ Vụ Tổ chức cán bộ (bộ phận phía Nam) Bộ Công an và được đưa đi học văn hóa, tốt nghiệp lớp 12/12.
Tháng 10-1978 đến 11-1981: Học viên khóa 4 chuyên tu Trường Đại học An ninh (nay là Học viện An ninh) Bộ Công an.
- Từ tháng 11-1981 đến 9-2005: Công tác tại Công an tỉnh Kiên Giang, kinh qua các chức vụ: Đội trưởng, Phó Văn phòng, Chánh Văn phòng, Bí thư Chi bộ Văn phòng; Phó Chỉ huy trưởng Ban Chỉ huy phản gián Công an tỉnh Kiên Giang. Bí thư Đảng ủy Khối phản gián; Phó Giám đốc Công an tỉnh phụ trách an ninh, tình báo. Thượng tá rồi Đại tá, Bí thư Đảng ủy, Giám đốc Công an tỉnh. Ủy viên Ban Thường vụ Tỉnh ủy khóa VII, nhiệm kỳ 2000-2005.
- Tháng 10-2005 đến 12-2005: Ủy viên Ban Thường vụ Tỉnh ủy, Phó Chủ tịch Thường trực ủy ban nhân dân tỉnh Kiên Giang.
- Từ tháng 12-2005 đến tháng 9-2010: Phó Bí thư Thường trực Tỉnh ủy
- Bí thư Tỉnh ủy Kiên Giang (9/2010-7/2011);
- Đại biểu Quốc hội, Ủy viên Ủy ban Kinh tế của Quốc hội, Trưởng đoàn Đại biểu Quốc hội tỉnh Kiên Giang khóa XII (2007-2011);[3]
- Ủy viên Ban Chấp hành Trung ương khóa XI (2011-2016);
- Trung tướng Công an nhân dân, Thứ trưởng Bộ Công an (từ 11/7/2011).[4]
- Thượng tướng Công an nhân dân (từ 23/7/2015).[5]
- Cuối năm 2016, ông nghỉ hưu.[6]